# Keramik-Museum Berlin

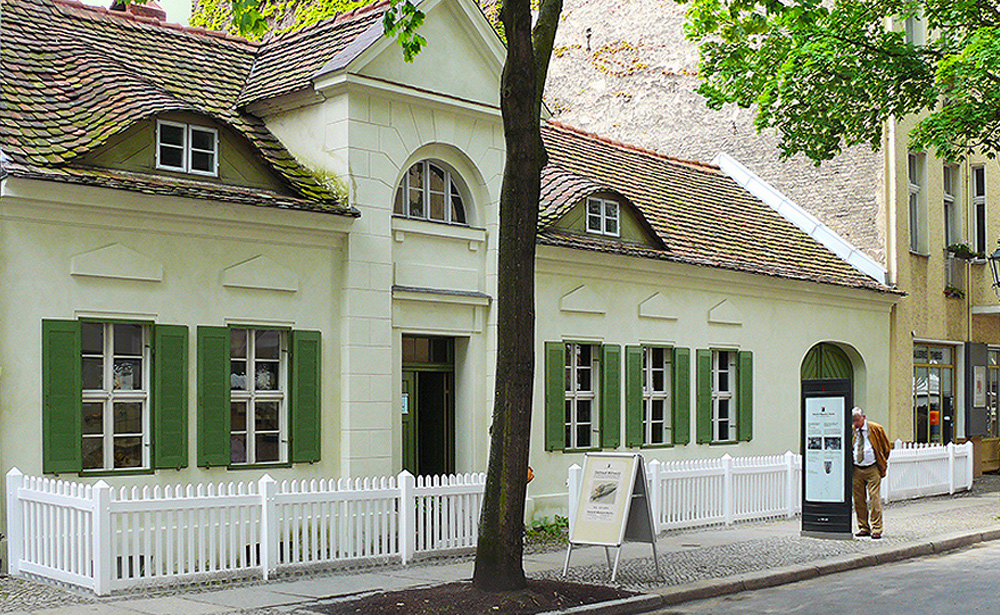
Das Museumsgebäude, 2012

Das Keramik-Museum Berlin (KMB) ist ein Museum der Stadt Berlin. Es wurde 1990 gegründet und befindet sich seit 17. Januar 2004 auf dem Gelände der Schustehrusstraße 13 im Ortsteil Charlottenburg des Bezirks Charlottenburg-Wilmersdorf. Hier werden in Sonderausstellungen Designerklassiker und Werke namhafter Keramiker gezeigt.

## Geschichte des Hauses
Das Museum befindet sich im ältesten noch erhaltenen Bürgerhaus der Charlottenburger Altstadt. Es wurde 1712 nach einem für die Bürgerhäuser in Charlottenburg verbindlichen Modell von Eosander von Göthe, dem Hofarchitekten Friedrichs I., erbaut.
Das restaurierungsbedürftige Gebäude mit zwei Innenhöfen wurde 1981 in die Denkmalliste des Senats eingetragen. Am 24. Dezember 1983 gab es einen unerlaubten Abrissversuch des Eigentümers, bei dem das Haus stark beschädigt wurde und der von Bürgern erst in letzter Minute vereitelt wurde. Das Haus wurde daraufhin von der öffentlichen Hand übernommen und unter der Leitung des Architekten Ulli Böhme mit alten Baumaterialien und -techniken – nun mit einer klassizistischen Fassade – rekonstruiert. Die Kosten hierfür übernahm der Landeskonservator.

## Ausstellungen
Im Museum präsentiert der gemeinnützige Förderverein KMB, der die Räume vom Bezirk angemietet hat, seine Sammlungen in ständig wechselnden Sonderausstellungen. Zusätzliche themenbezogene Veranstaltungen runden das kulturelle Angebot ab.